# Тур де Франс 1910
Тур де Франс 1910 — 8-я супервеломногодневка по дорогам Франции, победу в которой одержал Октав Лапиз.

## Этапы
По сравнению с прошлой гонкой, изменился маршрут южных этапов. Пелотон отправился ещё южнее, в Пиренеи, за счёт чего Тур удлинился на 1 этап. Впервые маршрут гонки включал такие именитые сегодня подъёмы, как Турмале, Обиск, Коль-д'Аспен и Пересурд.
| Этап | Дата    | Маршрут                     | Рельеф    | Длина, км | Победитель            | Лидер гонки           |
| ---- | ------- | --------------------------- | --------- | --------- | --------------------- | --------------------- |
| 1    | 3 июля  | Париж — Рубе                | Равнинный | 269       | Шарль Крюпеланд (FRA) | Шарль Крюпеланд (FRA) |
| 2    | 5 июля  | Рубе — Мец                  | Равнинный | 398       | Франсуа Фабер (LUX)   | Франсуа Фабер (LUX)   |
| 3    | 7 июля  | Мец — Бельфор               | Горный    | 259       | Эмиль Жорже (FRA)     | Франсуа Фабер (LUX)   |
| 4    | 9 июля  | Бельфор — Лион              | Горный    | 309       | Франсуа Фабер (LUX)   | Франсуа Фабер (LUX)   |
| 5    | 11 июля | Лион — Гренобль             | Горный    | 311       | Октав Лапиз (FRA)     | Франсуа Фабер (LUX)   |
| 6    | 13 июля | Гренобль — Ницца            | Горный    | 345       | Жюльен Метрон (FRA)   | Франсуа Фабер (LUX)   |
| 7    | 15 июля | Ницца — Ним                 | Равнинный | 345       | Франсуа Фабер (LUX)   | Франсуа Фабер (LUX)   |
| 8    | 17 июля | Ним — Перпиньян             | Равнинный | 216       | Жорж Польмье (FRA)    | Франсуа Фабер (LUX)   |
| 9    | 19 июля | Перпиньян — Баньер-де-Люшон | Горный    | 289       | Октав Лапиз (FRA)     | Франсуа Фабер (LUX)   |
| 10   | 21 июля | Баньер-де-Люшон — Байонна   | Горный    | 326       | Октав Лапиз (FRA)     | Франсуа Фабер (LUX)   |
| 11   | 23 июля | Байонна — Бордо             | Равнинный | 269       | Эрнест Поль (FRA)     | Франсуа Фабер (LUX)   |
| 12   | 25 июля | Бордо — Нант                | Равнинный | 391       | Луи Трусселье (FRA)   | Франсуа Фабер (LUX)   |
| 13   | 27 июля | Нант — Брест                | Равнинный | 321       | Гюстав Гарригу (FRA)  | Октав Лапиз (FRA)     |
| 14   | 29 июля | Брест — Кан                 | Равнинный | 424       | Октав Лапиз (FRA)     | Октав Лапиз (FRA)     |
| 15   | 31 июля | Кан — Париж                 | Равнинный | 262       | Эрнесто Аццини (ITA)  | Октав Лапиз (FRA)     |

## Обзор гонки

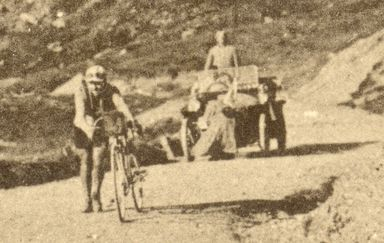
Октав Лапиз катит велосипед к вершине Турмале

На старт гонки вышли 110 гонщик, некоторые из фаворитов впервые в истории Тура применили систему переключения скоростей. Как и годом ранее, после 2-го этапа Франсуа Фабер захватил лидерство в гонке, которое укреплял до Пиренеев. Выиграв оба этапа в этих горах, к нему приблизился Октав Лапиз. После 12-го этапа преимущество Фабера сократилось до одного очка, а на следующем этапе он проиграл Лапизу 6. На 14-м, предпоследнем, этапе люксембуржец уехал в отрыв, но из-за своей вечный проблемы — частых проколов — снова проиграл Лапизу, который часто работал в парес Гюставом Гарригу. Все 3 гонщика представляли Alcyon и разыграли подиум: Лапиз выиграл, Фабер стал 2-м из 41 финишировавшего гонщика, Гарригу — 3-м. Шарль Крюшон выиграл зачёт гонщиков без команд, Лапиз был также признан лучшим горным гонщиком.
10-й этап стал историческим, на нём дебютировали привычные теперь вершины, которые в тот день были для велогонщиков непреодолимы. Взойдя пешком в Турмале, лидировавший на этапе Лапиз разразился руганью в адрес организаторов, называя их убийцами. На последней вершине дня, Обиске, с 16-минутным преимуществом лидировал уже Франсуа Лафуркад, но он решил остановиться на отдых, после чего не сумел возобновить прежний темп. Этап с финишем в Байонне выиграл Лапиз, в лимит времени уложились только 10 спортсменов. Организаторы решили не дисквалифицировать вышедших из лимит, даже учитывая, что некоторые из них поднимались в горы на автомобилях. Для отлова мошенников на Туре 1910 впервые появилась машина-метла, едущая за последним гонщиком. Единственным из 46 финишировавших, кто не слезал с седла в подъёмах, стал Гарригу, финишировавший на этапе 8-м.

## Итоговый зачёт

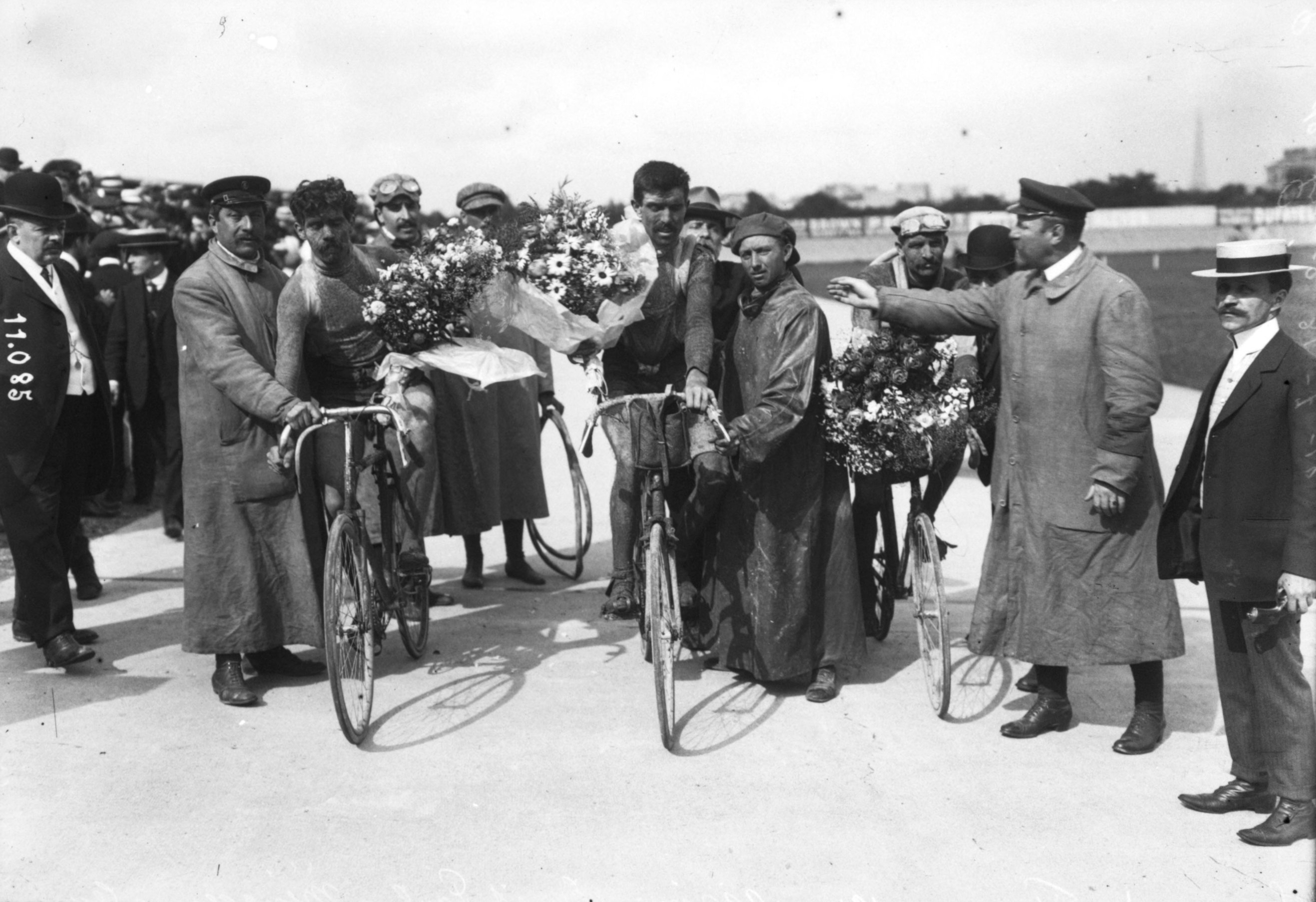
Награждение тройки лучших последнего этапа: Эрнесто Аццини, Эрнест Поль и Констан Менаже

|    | Гонщик                 | Команда  | Очки |
| -- | ---------------------- | -------- | ---- |
| 1  | Октав Лапиз (FRA)      | Alcyon   | 63   |
| 2  | Франсуа Фабер (LUX)    | Alcyon   | 67   |
| 3  | Гюстав Гарригу (FRA)   | Alcyon   | 86   |
| 4  | Сирил ван Ховарт (BEL) | Alcyon   | 97   |
| 5  | Шарль Крюшон (FRA)     | –        | 119  |
| 6  | Шарль Крюпеланд (FRA)  | Le Globe | 148  |
| 7  | Эрнест Поль (FRA)      | –        | 154  |
| 8  | Андре Блез (BEL)       | Alcyon   | 166  |
| 9  | Жюльен Метрон (FRA)    | Le Globe | 171  |
| 10 | Альдо Беттини (ITA)    | Alcyon   | 175  |